# Sverdrup
În oceanografie, sverdrupul (simbol: Sv) este o unitate metrică care nu face parte din SI a debitului volumic, cu 1 Sv egal cu un milion metri cubi pe secundă. Este echivalent cu unitatea derivată din SI hectometru cub pe secundă (simbol: hm3/s sau hm3⋅s−1): 1 Sv este egal cu 1 hm3/s. Este folosit aproape exclusiv în oceanografie pentru a măsura debitul curenților oceanici. Este numit după Harald Sverdrup.
Un sverdrup este de aproximativ cinci ori mai mare decât debitul celui mai mare fluviu din lume, Amazonul. În contextul curenților oceanici, volumul de un milion de metri cubi poate fi imaginat ca o „felie” de ocean cu dimensiunile 1 km × 1 km × 1 m (lățime × lungime × grosime). La această scară, aceste unități pot fi comparate mai ușor în ceea ce privește lățimea curentului (câțiva km), adâncimea (sute de metri) și viteza (metri pe secundă). Astfel, un curent ipotetic de 50 km lățime, 500 m (0,5 km) adâncime și care se deplasează cu 2 m/s ar transporta 50 Sv de apă.
Sverdrup-ul este diferit de unitatea SI sievert sau de unitatea care nu face parte din Si svedberg. Toate trei folosesc același simbol, dar nu au legătură.

## Istorie
Sverdrup este numit în onoarea oceanografului, meteorologului și exploratorului polar norvegian Harald Ulrik Sverdrup (1888–1957), care a scris volumul din 1942 The Oceans, Their Physics, Chemistry, and General Biology împreună cu Martin W. Johnson și Richard H. Fleming.
În anii 1950 și la începutul anilor 1960, atât oamenii de știință sovietici, cât și cei nord-americani au studiat îndiguirea Strâmtorii Bering, care ar permite astfel apei temperate din Atlantic să încălzească Oceanul Arctic, făcând Siberia și nordul Canadei mai locuibile. Ca parte a echipei nord-americane, oceanograful canadian Maxwell Dunbar a considerat că este „foarte greoi” să facă referire în mod repetat la milioane de metri cubi pe secundă. El a sugerat la o ocazie ca nouă unitate de debit de apă, „aportul de apă prin strâmtoarea Bering este un sverdrup”. La Simpozionul Bazinului Arctic din octombrie 1962, unitatea a intrat în uz general.

## Exemple
Transportul de apă în Curentul Golfului crește treptat de la 30 Sv în Curentul Florida până la maximum 150 Sv la sud de Newfoundland la 55° longitudine vestică.
Curentul circumpolar antarctic, la aproximativ 125 Sv, este cel mai mare curent oceanic.
Întregul aport global de apă dulce din râuri în ocean este de aproximativ 1,2 Sv.